# Саут Хил (Вашингтон)
Саут Хил (енгл. South Hill) насељено је место без административног статуса у америчкој савезној држави Вашингтон.

## Демографија
По попису из 2010. године број становника је 52.431, што је 20.808 (65,8%) становника више него 2000. године.
| Група             | 2000.          | 2010.          |
| Белци             | 26.989 (85,3%) | 38.895 (74,2%) |
| Афроамериканци    | 766 (2,4%)     | 2.269 (4,3%)   |
| Азијати           | 1.061 (3,4%)   | 3.120 (6,0%)   |
| Хиспаноамериканци | 1.307 (4,1%)   | 4.442 (8,5%)   |
| Укупно            | 31.623         | 52.431         |